# ピアゴ弘明寺店
ピアゴ弘明寺店（ピアゴぐみょうじてん）は、かつて神奈川県横浜市南区中島町に所在し、ユニー株式会社が運営していた小型GMSである。

## 概要
古刹弘明寺から、鎌倉街道の間にある闇市の流れを汲むアーケード街弘明寺商店街内の少し離れた一角にあった。
ユニーの前身、呉服・衣料系スーパー「ほていや」によって1962年（昭和37年）に開店した店舗であり、同社の神奈川県内の店舗では初めて食料品を扱った店舗であった。店舗立地の通算年歴は約55年におよび、閉鎖時点において営業を継続しているユニー店舗の中では最古参であった。
開店時、2階建てだった建物は1971年（昭和46年）4月27日に放火とみられる火災で全焼。その後、建て替えを行っている。同店はユニーの店舗として、金沢区の旧アピタ金沢文庫店（解体済み）とほぼ同じ時期に建設されていた。面積が狭いことからエスカレーターは設置されていないが、エレベーターは設置されていた。
2017年（平成29年）10月に閉店。店舗建物は築45年を経ており、老朽化を理由としている。なお、翌年2月より解体工事が行われている。
土地とともに自社所有であり、解体後の跡地利用は未定となっていたが、既に伊藤忠都市開発に土地が売却されており、同社によってマンション「クレヴィア横濱弘明寺」が2020年（令和2年）2月に竣工している。

## 閉鎖時のフロア構成
| 階 | フロア概要                                              |
| -- | ------------------------------------------------------- |
| 4F | 事務所                                                  |
| 3F | 専門店、100円ショップ・ワン・オー・オー（セリアが運営） |
| 2F | 紳士服、婦人服、日用品、化粧品                          |
| 1F | 食品、酒販                                              |

## 備考
- かつては4Fも売場であったが、閉鎖され事務所となっていた。3Fの階段の階数表示には「4 寝装・インテリア」の表示がテープで隠された状態で残っていた。
- 化粧室は男性用が2F、女性用が3Fに設置されていた。
- 駐車場は近隣の商店街の駐車場が利用可能であった。

## 交通

### 鉄道
- 京急本線 弘明寺駅より徒歩7分。
- 横浜市営地下鉄ブルーライン 弘明寺駅より徒歩3分。